# 神崎りゅう子
神崎 りゅう子（かんざき りゅうこ、2月7日 - ）は、日本の漫画家。福島県出身。女性。血液型はA型。
初期はエニックス（現：スクウェア・エニックス）から発行されていた『ドラゴンクエスト4コママンガ劇場』『スターオーシャン4コママンガ劇場』などに執筆。後に『まんがタイムきらら』（芳文社）などの萌え系4コマ雑誌で執筆している。

## 作品リスト
- たるとミックス!（まんがタイムきららキャラット、全2巻）
- ぷら☆みすらんど（まんがタイムきららキャラット、全1巻）
- Toらいん・あんぐる（まんが4コマKINGSぱれっと）
- start from レベルワン（まんがタイムきらら、単行本は4コマKINGSぱれっとCOMICS全1巻）

ほか、ゲームアンソロジーに多数執筆。